# 292459 Antoniolasciac
292459 Antoniolasciac este o planetă minoră (asteroid) din centura de asteroizi. A fost descoperită pe 29 septembrie 2006 la Farra d'Isonzo de Circolo Culturale Astronomico di Farra d'Isonzo⁠(d). 
Obiectul prezintă o orbită caracterizată de o semiaxă mare de 3,0746902911514 UAi, o excentricitate de 0,1, o înclinație de 8,2 ° în raport cu ecliptica.